# Lista över rekord i Svenska Hockeyligan
Detta är en lista över rekord i Svenska Hockeyligan (tidigare Elitserien i ishockey).

## Individuella rekord

### Matcher

#### Flest matcher
| Rekord i                                                             | Spelare         | Lag                                            | Rekord   |
| -------------------------------------------------------------------- | --------------- | ---------------------------------------------- | -------- |
| Flest matcher i grundserien:                                         | Jan Sandström   | AIK, Luleå HF                                  | 952 st   |
| Flest matcher i grundserien för samma klubb:                         | Joel Lundqvist  | Frölunda HC                                    | 915 st   |
| Flest matcher i grundserien av en målvakt:                           | Andreas Hadelöv | Djurgårdens IF, Malmö Redhawks, Skellefteå AIK | 518 st   |
| Flest matcher i grundserien av en forward:                           | Joel Lundqvist  | Frölunda HC                                    | 915 st   |
| Flest matcher i slutspel:                                            | Joel Lundqvist  | Frölunda HC                                    | 174 st   |
| Flest matcher i slutspel för samma klubb:                            | Joel Lundqvist  | Frölunda HC                                    | 174 st   |
| Flest matcher i slutspel av en målvakt:                              | Andreas Hadelöv | Djurgårdens IF, Malmö Redhawks, Skellefteå AIK | 61 st    |
| Flest matcher i slutspel av en back:                                 | Jonas Frögren   | Färjestad BK, Skellefteå AIK                   | 145 st   |
| Flest matcher i grundserien och slutspel av en back:                 | Jan Sandström   | AIK, Luleå HF                                  | 1 047 st |
| Flest matcher i grundserien och slutspel av en målvakt:              | Andreas Hadelöv | Djurgårdens IF, Malmö Redhawks, Skellefteå AIK | 846 st   |
| Flest matcher i grundserien och slutspel:                            | Joel Lundqvist  | Frölunda HC                                    | 1 089 st |
| Flest matcher i grundserien och slutspel för samma klubb:            | Joel Lundqvist  | Frölunda HC                                    | 1 089 st |
| Flest matcher i grundserien och slutspel för samma klubb av en back: | Jan Sandström   | Luleå HF                                       | 895 st   |

#### Flest matcher av utländska spelare
| Rekord i                                                         | Spelare         | Lag                                                         | Rekord |
| ---------------------------------------------------------------- | --------------- | ----------------------------------------------------------- | ------ |
| Flest matcher i grundserien av en utländsk spelare:              | Per-Åge Skrøder | Frölunda HC, Linköping HC, HV71, Södertälje SK, Modo Hockey | 856 st |
| Flest matcher i slutspel av en utländsk spelare:                 | Radek Hamr      | Frölunda HC, Färjestad BK                                   | 97 st  |
| Flest matcher i grundserien och slutspel av en utländsk spelare: | Per-Åge Skrøder | Frölunda HC, Linköping HC, HV71, Södertälje SK, Modo Hockey | 931 st |

#### Ålder
| Rekord i                                 | Spelare          | Lag            | Datum            | Match                        | Rekordet                      |
| ---------------------------------------- | ---------------- | -------------- | ---------------- | ---------------------------- | ----------------------------- |
| Yngste utespelaren att spela i en match: | Fredrik Möller   | Rögle BK       | 14 januari 1993  | Malmö IF - Rögle BK          | 16 år och 29 dagar            |
| Äldsta utespelaren att spela i en match: | Donald Brashear  | Modo Hockey    | 31 januari 2015  | Modo Hockey - Linköping HC   | 43 år och 24 dagar            |
| Yngste målvakten att spela i en match:   | Jesper Wallstedt | Luleå HF       | 10 mars 2020     | Luleå HF - HV71              | 17 år, 3 månader och 26 dagar |
| Äldste målvakten att spela i en match:   | Peter Lindmark   | Malmö Redhawks | 18 mars 1997     | Malmö Redhawks - Leksands IF | 40 år, 4 månader och 10 dagar |
| Yngste reservmålvakten i en match:       | Albin Enqvist    | Luleå HF       | 20 februari 2016 | Luleå HF - Modo Hockey       | 15 år, 5 månader och 1 dag    |
| Äldste reservmålvakten i en match:       | Hans Dahllöf     | Brynäs IF      | 4 februari 1993  | Brynäs IF - Malmö IF         | 52 år och 10 dagar            |

### Mål

#### Genom tiderna
| Rekord i                                      | Spelare                | Lag                                                         | Rekordet |
| --------------------------------------------- | ---------------------- | ----------------------------------------------------------- | -------- |
| Flest grundseriemål:                          | Lars-Gunnar Pettersson | IF Björklöven, Luleå HF                                     | 271 st   |
| Flest slutspelsmål:                           | Jörgen Jönsson         | Rögle BK, Färjestad BK                                      | 49 st    |
| Flest mål (inklusive slutspel):               | Håkan Loob             | Färjestad BK                                                | 306 st   |
| Flest grundseriemål av en utländsk spelare:   | Per-Åge Skrøder        | Frölunda HC, Linköping HC, HV71, Södertälje SK, Modo Hockey | 260 st   |
| Flest slutspelsmål av en utländsk spelare:    | Tomi Kallio            | Frölunda HC, Växjö Lakers HC                                | 34 st    |
| Flest grundseriemål av en back:               | Thomas Eriksson        | Djurgårdens IF, Västerås IK                                 | 124 st   |
| Flest slutspelsmål av en back:                | Magnus Johansson       | Frölunda HC, Linköping HC                                   | 26 st    |
| Flest mål av en back (inklusive slutspel):    | Per Gustafsson         | HV71                                                        | 141 st   |
| Flest mål av en målvakt (inklusive slutspel): | Jarmo Myllys           | Luleå HF                                                    | 2 st     |

#### Under en säsong
| Rekord i                        | Spelare           | Lag          | Säsong    | Rekordet |
| ------------------------------- | ----------------- | ------------ | --------- | -------- |
| Flest grundseriemål:            | Håkan Loob        | Färjestad BK | 1982/1983 | 42 st    |
| Flest slutspelsmål:             | Jakob Silfverberg | Brynäs IF    | 2011/2012 | 13 st    |
| Flest mål (inklusive slutspel): | Håkan Loob        | Färjestad BK | 1982/1983 | 52 st    |
| Flest grundseriemål av en back: | Patrik Hersley    | Leksands IF  | 2013/2014 | 24 st    |
| Flest slutspelsmål av en back:  | Pierre Hedin      | Modo Hockey  | 2001/2002 | 8 st     |

#### Unika prestationer
| Rekord i                                           | Spelare                    | Lag                      | Datum                        | Match                                                    | Rekordet                   |
| -------------------------------------------------- | -------------------------- | ------------------------ | ---------------------------- | -------------------------------------------------------- | -------------------------- |
| Snabbaste målet i ordinarie matchtid - grundserie: | Alexander Wiklund          | Karlskrona HK            | 23 oktober 2015              | Karlskrona HK - Frölunda HC                              | 5 sekunder                 |
| Snabbaste målet i förlängning - grundserie:        | Jesper Jensen              | Brynäs IF                | 14 februari 2017             | Djurgårdens IF - Brynäs IF                               | 6 sekunder                 |
| Snabbaste målet i förlängning - slutspel:          | Mats Rosseli Olsen         | Frölunda HC              | 20 mars 2015                 | Frölunda HC - Luleå HF                                   | 9 sekunder                 |
| Senaste målet i förlängning - slutspel:            | Andreas Karlsson           | Leksands IF              | 23 mars 1997                 | Leksands IF - Färjestads BK                              | 59 minuter och 16 sekunder |
| Flest mål i en period - grundserie:                | Jan Huokko Jesper Olofsson | Leksands IF Färjestad BK | 2 februari 1999 12 mars 2020 | Leksands IF - Västerås IK Växjö Lakers HC - Färjestad BK | 4 st                       |
| Flest mål i en period - slutspel:                  | Lee Goren                  | Skellefteå AIK           | 30 mars 2012                 | Skellefteå AIK - AIK                                     | 3 st                       |
| Flest mål i en finalmatch av en back:              | Frédéric Allard            | Luleå HF                 | 23 april 2025                | Luleå HF - Brynäs IF                                     | 3 st                       |

#### Ålder
| Rekord i                         | Spelare          | Lag           | Datum             | Match                                        | Rekordet                     |
| -------------------------------- | ---------------- | ------------- | ----------------- | -------------------------------------------- | ---------------------------- |
| Äldste målskytten:               | Donald Brashear  | Modo Hockey   | 16 mars 2015      | Modo Hockey - HC Vita Hästen (kval till SHL) | 43 år, 2 månader och 9 dagar |
| Yngste målskytten:               | Oliver Kylington | Färjestads BK | 28 september 2013 | Modo Hockey - Färjestads BK                  | 16 år, 4 månader och 9 dagar |
| Yngste målvakt att hålla nollan: | Jesper Wallstedt | Luleå HF      | 1 december 2020   | Skellefteå AIK - Luleå HF                    | 18 år, 17 dagar              |

### Assist

#### Flest assist
| Rekord i                                                  | Spelare          | Lag                       | Rekordet |
| --------------------------------------------------------- | ---------------- | ------------------------- | -------- |
| Flest assist i grundserien:                               | Johan Davidsson  | HV71                      | 386 st   |
| Flest assist i grundserien för samma klubb:               | Johan Davidsson  | HV71                      | 386 st   |
| Flest assist (inklusive slutspel):                        | Johan Davidsson  | HV71                      | 461 st   |
| Flest assist i slutspel:                                  | Johan Davidsson  | HV71                      | 75 st    |
| Flest assist i grundserien av en utländsk spelare:        | Ryan Lasch       | Frölunda HC               | 269 st   |
| Flest assist av en utländsk spelare (inklusive slutspel): | Ryan Lasch       | Frölunda HC               | 321 st   |
| Flest assist i slutspel av en utländsk spelare:           | Tomi Kallio      | Frölunda HC, Växjö Lakers | 53 st    |
| Flest assist i grundserien av en back:                    | Magnus Johansson | Frölunda HC, Linköping HC | 287 st   |
| Flest assist av en back (inklusive slutspel):             | Magnus Johansson | Frölunda HC, Linköping HC | 362 st   |
| Flest assist i slutspel av en back:                       | Thomas Rhodin    | Färjestads BK             | 54 st    |
| Flest assist av en målvakt:                               | Jarmo Myllys     | Luleå HF                  | 17 st    |

#### Under en säsong
| Rekord i                                           | Spelare         | Lag            | Säsong    | Rekordet |
| -------------------------------------------------- | --------------- | -------------- | --------- | -------- |
| Flest grundserieassist:                            | Ryan Lasch      | Frölunda HC    | 2021/2022 | 53 st    |
| Flest assist under en säsong (inklusive slutspel): | Tony Mårtensson | Linköping HC   | 2007/2008 | 65 st    |
| Flest slutspelsassist:                             | Frédéric Allard | Luleå HF       | 2024/2025 | 18 st    |
| Flest grundserieassist av en back:                 | Pär Djoos       | Brynäs IF      | 1998/1999 | 43 st    |
| Flest slutspelsassist av en forward:               | Espen Knutsen   | Djurgårdens IF | 1999/2000 | 16 st    |

#### Unika prestationer
| Rekord i                                              | Spelare                                                | Lag                                            | Datum                                                   | Match                                                                                  | Rekordet |
| ----------------------------------------------------- | ------------------------------------------------------ | ---------------------------------------------- | ------------------------------------------------------- | -------------------------------------------------------------------------------------- | -------- |
| Snabbaste assisten i ordinarie matchtid - grundserie: | Tommy Pettersson Per Hållberg                          | Modo Hockey                                    | 28 november 2000                                        | Modo Hockey - Leksands IF                                                              | 6 sek    |
| Snabbaste assisten i förlängning - slutspel:          | Joel Lundqvist Elias Fälth                             | Frölunda HC                                    | 20 mars 2015                                            | Frölunda HC - Luleå HF                                                                 | 9 sek    |
| Flest assist under en match:                          | 1. Håkan Södergren 2. Mats Näslund 3. Patrik Karlkvist | 1. Djurgårdens IF 2. Malmö IF 3. IK Oskarshamn | 1. 6 december 1987 2. 9 januari 1994 3. 27 oktober 2022 | 1. Färjestad BK - Djurgårdens IF 2. Malmö IF - Modo Hockey 3. IK Oskarshamn - Rögle BK | 6 st     |
| Flest assist under en period:                         | Thomas Berglund                                        | Luleå HF                                       | 18 september 1999                                       | Luleå HF - Frölunda HC                                                                 | 5 st     |

### Poäng
- Flest poäng: Fredrik Bremberg, Djurgårdens IF, HV71, Malmö Redhawks, Timrå IK  581 st
- Flest poäng inklusive slutspel: Johan Davidsson, HV71 666 st
- Flest poäng i slutspel: Jörgen Jönsson, Rögle BK, Färjestad BK 123 st
- Flest poäng av en utländsk spelare: Per-Åge Skröder, Frölunda HC, Linköping HC, HV71, Södertälje SK, Modo 513 st
- Flest poäng av en utländsk spelare i slutspel:  Tomi Kallio, Frölunda HC, Växjö Lakers   87 st
- Flest poäng som back: Magnus Johansson, Frölunda HC, Linköping HC 447 st
- Flest poäng som back i slutspel: Thomas Rhodin, Färjestads BK 72 st
- Flest poäng som back inklusive slutspel:  Magnus Johansson, Frölunda HC, Linköping HC 509 st
- Flest poäng som back under en säsong: David Petrasek, HV71 2009/2010 53 st
- Flest poäng som back under ett slutspel: Frédéric Allard, Luleå HF, 2024/2025 21 st
- Flest poäng av en spelare under en säsong: Håkan Loob, Färjestads BK 1982/1983 76 st
- Flest poäng av en spelare under ett slutspel: Bud Holloway, Skellefteå AIK 2011/2012 23 st
- Flest poäng i en period: Tomas Berglund, Luleå HF 18 september 1999 Luleå HF-Frölunda HC, Jonas Rönnqvist, Luleå HF 18 september 1999 Luleå HF-Frölunda HC, Anders "Masken" Carlsson, Leksands IF 16 februari 1999 Leksands IF-Färjestads BK 5 st
- Flest poäng i en match: Pauli Järvinen, Luleå HF 11 november 1990 8 st Luleå HF -MODO

### Utvisningar
Uppdaterad efter säsongen 2024/2025
- Flest utvisningsminuter: Andreas Jämtin, AIK, HV71, Linköping HC, Färjestad BK  1465 min
- Flest utvisningsminuter inkl. slutspel: Andreas Jämtin, AIK, HV71, Linköping HC, Färjestads BK 1724 min
- Flest utvisningsminuter i slutspel: Per Ledin, Luleå HF, Färjestad BK, HV71 294 min
- Flest utvisningsminuter av en utländsk spelare: Per-Åge Skröder, Frölunda HC, Linköping HC, HV71, Södertälje SK, Modo 1228 min
- Flest utvisningsminuter av en utländsk spelare i slutspel: Martin Sevc, Färjestad BK, Skellefteå AIK 158 min
- Flest utvisningsminuter under en säsong: Lance Ward, HV71, 2006/2007 273 min
- Flest utvisningsminuter under ett slutspel: Patric Blomdahl, Linköping HC, 2005/2006 94 min
- Flest utvisningsminuter under en säsong inklusive slutspel: Lance Ward, HV71, 2006/2007 320 min

### Poängsnitt
(Minst 30 matcher i grundserien & 15 i slutspel) 
Uppdaterad efter säsongen 2024/2025 
- Bäst poängsnitt grundserien:  Håkan Loob (Färjestad BK) 2,11 p/match
- Bäst poängsnitt inklusive slutspel: Tony Mårtensson (Linköping HC) 1,20 p/match
- Bäst poängsnitt i slutspel: Frédéric Allard (Luleå HF) & Jukka Voutilainen (HV71) 1,24 p/match
- Bäst poängsnitt av en utländsk spelare: Esa Keskinen (HV71) 1,51 p/match
- Bäst poängsnitt av en utländsk spelare i slutspel: Frédéric Allard (Luleå HF) & Jukka Voutilainen (HV71) 1,24 p/match
- Bäst poängsnitt av en back: Göran Lindblom (Skellefteå AIK) 1,19 p/match
- Bäst poängsnitt av en back i slutspel: Frédéric Allard (Luleå HF) 1,24 p/match

### Sviter
- Poäng flest matcher i följd: Fredrik Bremberg, Djurgårdens IF 12 januari 2009 - 28 februari 2009 16 matcher
- Mål i flest matcher i följd: Per-Åge Skröder, Modo 31 januari 2009 - 23 februari 2009 11 matcher
- Mål i flest matcher i följd av en back: David Quenneville, Örebro 25 januari 2025 - 13 februari 2025 6 matcher
- Assist i flest matcher i följd: Håkan Loob, Färjestad 1989/90 12 matcher

#### Målvakter
- Längst hållen nolla i grundserien: Linus Söderström, Skellefteå AIK 2022/2023 228 min 39 sek[4]
- Längst hållen nolla i slutspel: Jonas Gustavsson, Färjestads BK 2008/2009 240 min 25 sek

### Övrigt
| Rekord i                                                       | Spelare                                                        | Lag                                   | Säsong                        | Rekordet |
| -------------------------------------------------------------- | -------------------------------------------------------------- | ------------------------------------- | ----------------------------- | -------- |
| Bäst plus-/minusstatistik under en säsong                      | Radek Hamr                                                     | Färjestad BK                          | 2000/2001                     | +36      |
| Bäst plus-/minusstatistik under ett slutspel                   | Jakob Silfverberg Sami Salo Christian Bäckman Elias Pettersson | Brynäs IF Frölunda HC Växjö Lakers HC | 2011/2012 2004/2005 2017/2018 | +17      |
| Bäst plus-/minusstatistik under en säsong (inklusive slutspel) | Christian Bäckman                                              | Frölunda HC                           | 2004/2005                     | +46      |

### Målvakter
(Minst 20 matcher i grundserien & 10 i slutspel)
Uppdaterad efter säsongen 2024/2025 (*=ej uppdaterad/kontrollerad)
- Minst insläppta mål per match grundserien: Linus Söderström (HV71) 2016/2017 1,34
- Minst insläppta mål per match slutspel: Jonas Gustavsson (Färjestads BK) 2008/2009 1,03
- Minst insläppta mål per match inklusive slutspel: Emil Larmi, Växjö Lakers HC, 2022/2023 1,50
- Högst räddningsprocent grundserien: Henrik Lundqvist, Frölunda HC, 2002/2003 94,50%
- Högst räddningsprocent slutspel: Henrik Lundqvist, Frölunda HC, 2004/2005 96,20%
- Högst räddningsprocent inklusive slutspel: Henrik Lundqvist, Frölunda HC, 2004/2005 94,20%
- Flest poäng av en målvakt: Jarmo Myllys, Luleå HF, HV71 19 st*
- Flest hållna nollor: Joel Lassinantti, Luleå HF, 44 st[6]
- Flest hållna nollor under en säsong grundserien: Oscar Alsenfelt, Malmö Redhawks, 2016/2017 & Fredrik Norrena, Linköping HC, 2003/2004 9 st
- Flest hållna nollor slutspel: Stefan Liv, HV71 12 st
- Flest hållna nollor inklusive slutspel:
Joel Lassinantti, Luleå HF, 53 st
- Flest räddningar totalt: Andreas Hadelöv, Djurgårdens IF, Malmö Redhawks, Skellefteå AIK 14288 st
- Flest insläppta mål: Andreas Hadelöv, Djurgårdens IF, Malmö Redhawks, Skellefteå AIK 1556 st

## Lagrekord

### Poäng
- Flest poäng i högsta serien under en säsong: Färjestad BK, 2001/2002 118 poäng på 50 matcher
- Flest poäng i högsta serien under en säsong av en nykomling: Brynäs IF, 2024/2025 97 poäng på 52 matcher
- Färst poäng i högsta serien under en säsong: Väsby IK, 1987/1988 3 poäng på 22 matcher

### Skott
- Flest skott under en match: Leksands IF, 2 januari 2021, Brynäs IF-Leksands IF 61 st
- Färst skott under en match: Örebro HK, 4 januari 2025, Luleå HF-Örebro HK 7 st
- Flest skott under en slutspelsmatch: Frölunda HC, 7 april 2003, Frölunda HC-Färjestads BK 68 st
- Flest skott från båda lagen i en match: Skellefteå AIK-Södertälje SK, 25 oktober 2007 95 st
- Flest skott från båda lagen i en slutspelsmatch: Frölunda HC-Färjestads BK,  7 april 2003 128 st

### Mål
- Flest mål i en match: Färjestads BK-Djurgårdens IF 12-9, 12 mars 1978 21 st
- Flest gjorda mål av ett lag i en match: Brynäs IF, 25 november 1976 Brynäs IF-Örebro IK 15-4 15 st
- Flest gjorda mål på en säsong: Brynäs IF, 1975/1976 228 st (på 36 matcher)
- Flest gjorda mål i ett slutspel: Färjestads BK, 2005/2006 71 st (på 18 matcher)
- Flest gjorda mål inklusive slutspel: Färjestads BK, 2000/2001 264 st (på 66 matcher)
- Färst gjorda mål på en säsong: AIK, 1992/1993 46 st (på 22 matcher)
- Färst gjorda mål i ett slutspel:
Luleå HF, 1997/1998 1 st (på 3 matcher)
Djurgården Hockey, 2014/2015 1 st (på 2 matcher)
- Flest gjorda mål per match: Brynäs IF, 1975/1976 6,35 mål/match
- Färst gjorda mål per match: Leksands IF 2005/2006 1,92 mål/match
- Flest insläppta mål på en säsong: Västerås IK 1996/1997 241 st (på 50 matcher)
- Flest insläppta mål under ett slutspel: Färjestads BK, 2000/2001 51 st (på 16 matcher)
- Färst insläppta mål på en säsong: Frölunda HC 1994/1995 70 st (på 22 matcher)
- Färst insläppta mål under ett slutspel: HV71 1990/1991 6 st (på 2 matcher)
- Flest insläppta mål per match: Örebro IK, 1976/1977 5,69 mål/match
- Färst insläppta mål inklusive slutspel: Frölunda HC 2004/2005 1,75 mål/match

### Sviter
- Flest vinster i rad:
  - Skellefteå AIK, 2022/2023 16 st
  - Färjestads BK, 2001/2002 16 st
- Flest vinster på hemmaplan i rad: Luleå HF, 1999/2000 23 st
- Flest vinster på bortaplan i rad: Luleå HF, 2018/2019 11 st
- Flest matcher utan att göra mål i rad: Brynäs IF, 2021/2022 4 st
- Flest matcher utan seger i rad: Västerås IK, 1996/1997 23 st
- Flest förluster på hemmaplan i rad: Västerås IK, 1996/1997 18 st
- Flest förluster på bortaplan i rad: Rögle BK, 2008/2009 18 st
- Flest seriesegrar i rad: Skellefteå AIK, 2012/2013, 2013/2014, 2014/2015, 2015/2016 4 st
- Flest SM-finaler i rad:
  - Skellefteå AIK, 2010/2011, 2011/2012, 2012/2013, 2013/2014, 2014/2015, 2015/2016 6 st
  - Färjestad BK, 2000/2001, 2001/2002, 2002/2003, 2003/2004, 2004/2005, 2005/2006 6 st
- Längsta säsongsinledningen utan att göra mål: Luleå HF, 2001/2002 142 min och 44 sek (?)[7]

### Publik
- Flest åskådare i en match: 28 december 2009 Frölunda HC-Färjestads BK Ullevi  - 31 144 personer

### Utvisningar
- Flest utvisningsminuter för ett lag i en match:
 Södertälje SK, 6 mars 2010 Södertälje SK-Skellefteå AIK
Färjestads BK, 4 mars 2005 Modo-Färjestads BK 138 min
- Flest utvisningsminuter i en match: 6 mars 2010 Södertälje SK-Skellefteå AIK 274 min
- Flest utvisningsminuter under en säsong (fr.o.m. 1999/2000): HV71, 2007/2008 & 2006/2007 1281 min
- Flest utvisningsminuter i ett slutspel (from 1999/2000): Färjestads BK, 2004/2005 549 min
- Minst utvisningsminuter under en säsong (from 1999/2000): Luleå HF, 2010/2011 320 min
- Minst utvisningsminuter under ett slutspel (fr.o.m. 1999/2000): Luleå HF, 2011/2012 45 min

### Matcher
Sedan 1975
Uppdaterad efter maratontabellen från 2022/2023
- Flest matcher: Färjestads BK 2129 st
- Flest vinster: Färjestads BK 1038 st
- Flest oavgjorda matcher: Färjestads BK 423 st
- Flest förluster: Brynäs IF 883 st
- Flest vunna matcher efter förlängning: Färjestads BK 77 st
- Flest förlorade matcher efter förlängning: Brynäs IF 76 st
- Flest vunna matcher efter straffar: Luleå HF 74 st
- Flest förlorade matcher efter straffar: Linköping HC 58 st
- Flest gjorda mål: Färjestads BK 7325 st
- Flest insläppta mål: Brynäs IF 6649 st
- Längsta matchen i slutspel: Leksands IF-Färjestads BK 23 mars 1997 119 minuter och 16 sekunder